# 高橋利幸 (競馬)
高橋 利幸（たかはし としゆき、1985年3月9日 -）は、地方競馬の船橋競馬場所属の騎手である。勝負服の柄は胴白・紫右襷、袖紫・白一本輪。東京都八王子市出身、血液型B型。地方競馬教養センター騎手課程第78期生。

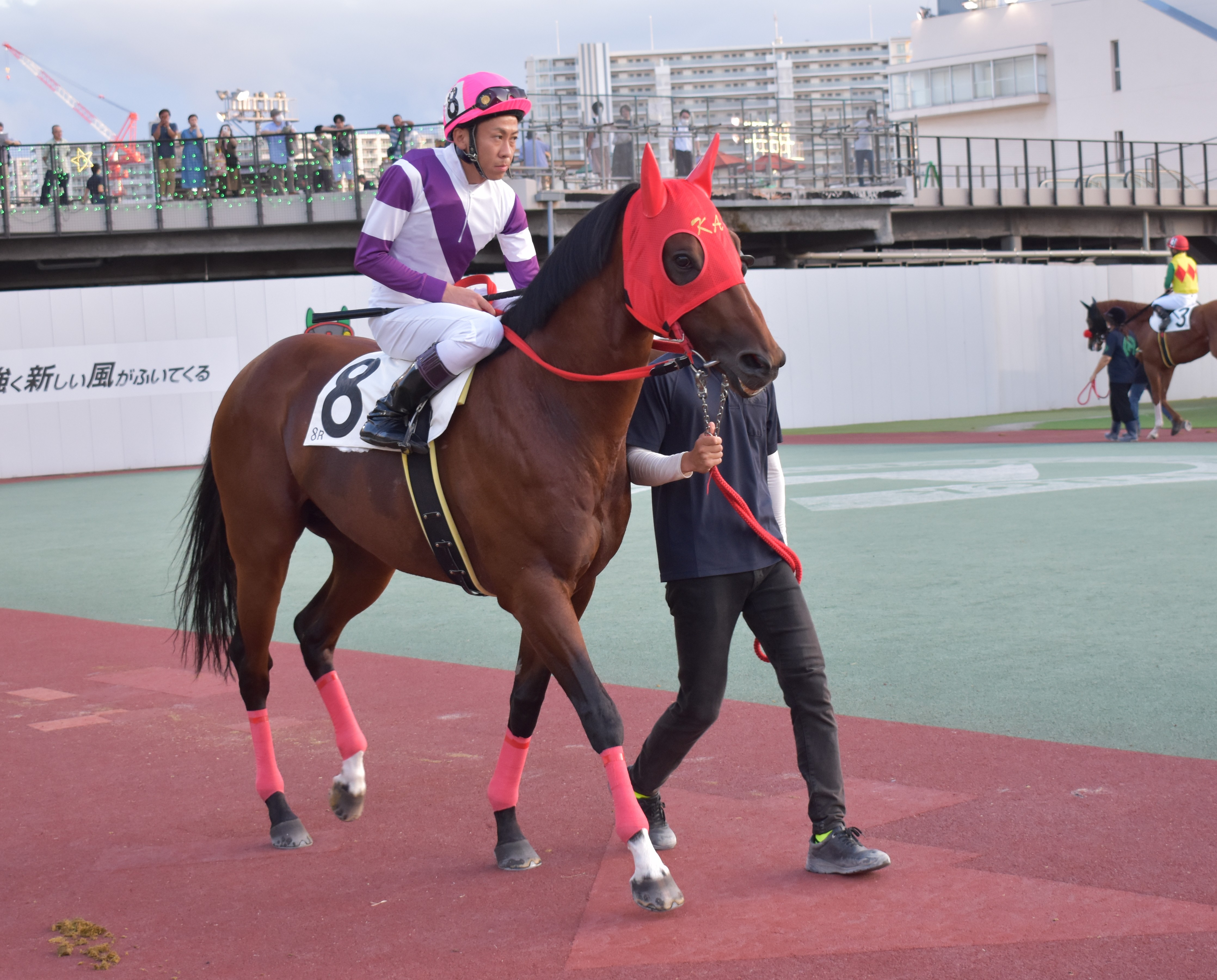
高橋利幸騎手

## 来歴
2003年9月29日付けで地方競馬騎手免許を取得。同年11月6日第9回船橋競馬1日目第4競走C3四組条件戦6番人気トートエスケープで初騎乗（9頭立て5着）。同年12月22日第9回浦和競馬1日目第5競走3歳二組条件戦（328万円以上410万円未満）で6番人気ドリームアローに騎乗し優勝、初勝利をあげた。
2008年3月3日第12回船橋競馬1日目第1競走3歳条件戦（120万円以上178万円未満）で6番人気リンカーンクエストに騎乗するも落馬し負傷、左鎖骨骨折、右膝挫傷の怪我を負った。その後5月開催から騎乗を再開した。
2009年4月1日から9月30日までの予定で高知競馬場で期間限定騎乗を行うことが発表された。高知競馬での所属は田中守厩舎。4月4日第1回高知競馬1日目第10競走清明特別（B1）でサンエムテイオーに騎乗し優勝、高知競馬での初勝利をメイン競走で飾った（10頭立て6番人気）。同年10月1日、高知競馬での期間限定騎乗を翌2010年3月30日まで延長した。
2010年3月23日、高知競馬での期間限定騎乗を9月30日まで延長した。
2014年9月7日までは川島正行厩舎に所属していたが、同調教師の逝去に伴い、暫定的に川島正一厩舎に所属変更となった。10月11日から千葉県騎手会に所属。
地方通算成績は749戦55勝・2着79回・3着91回・勝率5.6%・連対率13.8%（2010年3月31日現在）